# Canton de Pont-Audemer
Le canton de Pont-Audemer est une circonscription électorale française située dans le département de l'Eure et la région Normandie.

## Histoire
Le canton de Pont-Audemer a été créé en 1801.
Le 10 septembre 1926, l'arrondissement de Pont-Audemer est supprimé à la suite du décret Poincaré. Le canton de Pont-Audemer est transféré à l'arrondissement de Bernay.
Un nouveau découpage territorial de l'Eure (département) entre en vigueur à l'occasion des élections départementales de mars 2015, défini par le décret du 25 février 2014, en application des lois du 17 mai 2013 (loi organique n° 2013-402 et loi n°2013-403). Les conseillers départementaux sont, à compter de ces élections, élus au scrutin majoritaire binominal mixte. Les électeurs de chaque canton élisent au Conseil départemental, nouvelle appellation du Conseil général, deux membres de sexe différent, qui se présentent en binôme de candidats. Les conseillers départementaux sont élus pour 6 ans au scrutin binominal majoritaire à deux tours, l'accès au second tour nécessitant 12,5 % des inscrits au 1er tour. En outre la totalité des conseillers départementaux est renouvelée. Ce nouveau mode de scrutin nécessite un redécoupage des cantons dont le nombre est divisé par deux avec arrondi à l'unité impaire supérieure si ce nombre n'est pas entier impair, assorti de conditions de seuils minimaux. Dans l'Eure, le nombre de cantons passe ainsi de 43 à 23. Le nombre de communes du canton de Pont-Audemer passe de 14 à 28.
Le nouveau canton de Pont-Audemer est formé de communes des anciens cantons de Montfort-sur-Risle (14 communes) et de Pont-Audemer (14 communes). Le canton est entièrement inclus dans l'arrondissement de Bernay. Le bureau centralisateur est situé à Pont-Audemer.

## Géographie
Ce canton est organisé autour de Pont-Audemer dans l'arrondissement de Bernay. Son altitude varie de 2 m (Pont-Audemer) à 146 m (Selles) pour une altitude moyenne de 82 m.
Son territoire est partagé entre le Roumois, le Lieuvin et la vallée de la Risle qui les sépare.

## Représentation

### Conseillers d'arrondissement (de 1833 à 1940)
Le canton de Pont-Audemer avait deux conseillers d'arrondissement jusqu'en 1928.
Il appartenait à l'arrondissement de Pont-Audemer jusqu'à sa disparition en 1926.
| Période                                  | Période           | Identité                           | Étiquette                   | Qualité |
| ---------------------------------------- | ----------------- | ---------------------------------- | --------------------------- | --- |
| 1833                                     | 1842              | Alexandre Romain Crochon           |                             | Avocat, ancien maire de Pont-Audemer, ancien député (1798-1803 et 1815)                                     |
| 1833                                     | 1848              | Michel Auguste Plummer             |                             | Fabricant, tanneur à Pont-Audemer                                                                           |
| 1842                                     | 1848              | M. Lecompte des Ormeaux            |                             | Propriétaire à Pont-Audemer                                                                                 |
|                                          |                   |                                    |                             | |
| 1852                                     |                   | M. Lechevallier                    |                             | Avocat |
| 1852                                     |                   | M. Crochon                         |                             | |
|                                          |                   |                                    |                             | |
| 1886                                     | 1891 (décès)      | Louis-Armand Lacatey (1821-1891)   | Républicain                 | Tanneur à Pont-Audemer, Président de la Société de secours mutuel                                           |
| 1886                                     | 1898              | Louis-Léon Saffrey                 | Républicain                 | Marchand de bois, adjoint au maire de Pont-Audemer                                                          |
| 1891                                     | 1899 (décès)      | Jules-Léon Lair-Dubreuil           | Républicain                 | Avocat, docteur en droit, juge de paix à Pont-Audemer                                                       |
| 1898                                     | 1904              | Émile Saffrey                      | Républicain                 | Entrepreneur de travaux publics, Président de la Chambre de commerce de Pont-Audemer                        |
| 1899                                     | 1904              | Gustave Renard (1847-1934)         | Républicain radical         | Cultivateur à Colletot                                                                                      |
| 1904                                     | 1910              | Louis-Armand Lacatey               | Républicain antiministériel | Tanneur à Pont-Audemer                                                                                      |
| 1904                                     | 1905 (décès)      | Armand Léopold Legrand (1861-1905) | Républicain antiministériel | Herbager à Pont-Audemer                                                                                     |
| 1906                                     | 1911              | Gustave Renard                     | Rad.                        | Cultivateur à Colletot                                                                                      |
| 1910                                     | 1919              | Stéphane Lescuyer                  | Rad.                        | Courtier en marchandises, Vice-Président de la société de secours mutuel La Fraternelle, à Pont-Audemer     |
| 1911                                     | 1913 (décès)      | Paul Raphaël Lerebours (1871-1913) | RG                          | Conseiller municipal de Corneville-sur-Risle                                                                |
| Nov.1913                                 | 1919              | M. Legrand                         |                             | |
| 1919                                     | 1922              | M. Laisné                          |                             | Ancien instituteur, secrétaire de mairie à Pont-Audemer                                                     |
| 1919                                     | 1925              | Nicolas Leloup (1869-1945)         | Rad.                        | Propriétaire, maire de Triqueville                                                                          |
| 1922                                     | sept.1922 (décès) | Eugène Hégo                        | SFIO                        | Conseiller municipal de Pont-Audemer Premier élu socialiste de l'Eure                                       |
| sept.1922                                | 1931 (décès)      | Stéphane Lescuyer                  | Modéré-RG                   | Courtier en marchandises, Pont-Audemer                                                                      |
| 1931                                     | 1934              | Paul Herpin                        | Rad.                        | Directeur d'école en retraite                                                                               |
| 1931                                     | 1934              | Louis Loriot (1883-1962)           | Rad.                        | Membre du Conseil d'État, propriétaire à Pont-Audemer et à Paris                                            |
| 1934                                     | 1940              | Georges Adeline                    | Union nationale             | Maire de Fourmetot                                                                                          |
| 1934                                     | 1940              | Pierre Biard                       | Union nationale             | Conseiller municipal de Pont-Audemer                                                                        |
| 1940                                     |                   |                                    |                             | Les conseils d'arrondissement ont été suspendus par la loi du 12 octobre 1940 et n'ont jamais été réactivés |
| Les données manquantes sont à compléter. |                   |                                    |                             | |

### Conseillers généraux de 1833 à 2015
| Période         | Période          | Identité                                    | Étiquette                | Qualité |
| --------------- | ---------------- | ------------------------------------------- | ------------------------ | --- |
|                 |                  | Michel Hébert                               |                          | Magistrat (conseiller désigné) |
| 1833            | 1848             | Charles Ambroise Boursy                     |                          | Propriétaire, adjoint au maire puis maire de Pont-Audemer                                                                                           |
| 1848            | 1852             | Alexandre-Joseph Legendre                   | Bonapartiste             | Avocat Député de l'Eure (1829-1834, 1842-1849) Député de la Sarthe (1837)                                                                           |
| 1852            | 1857 (décès)     | Louis Marie Lecompte-Désormeaux             |                          | Ancien suppléant du juge de paix Maire de Pont-Audemer                                                                                              |
| 1858            | 1871             | Michel Auguste Gannel du Hétray             |                          | Ancien officier, propriétaire à Pont-Audemer |
| 1871            | 1877             | Alexandre Gustave Legendre (1822-1896)      | Droite Monarchiste       | Magistrat à la Cour de cassation |
| 1877            | 1879 (décès)     | Alfred Canel (1803-1879)                    | Républicain              | Historien et archéologue Conseiller municipal de Pont-Audemer Ancien Représentant du Peuple (1848-1849)                                             |
| 1879            | 1903 (décès)     | Pierre Gabriel Désir Hopsore                | Conservateur monarchiste | Propriétaire à Triqueville |
| 1903            | 1911 (décès)     | Maxime Legendre (fils d'Alexandre Legendre) | Conservateur             | Avocat, propriétaire du château des Préaux Député (1910-1911)                                                                                       |
| 1911            | 1925             | Gustave Renard                              | Rad.                     | Cultivateur à Colletot, Conseiller d'arrondissement                                                                                                 |
| 1925            | 1940             | Nicolas Leloup                              | Rad.                     | Maire de Triqueville, conseiller d'arrondissement                                                                                                   |
|                 |                  |                                             |                          | |
| 1943            | 1945             | Pierre Biard                                | Droite                   | Conseiller d'arrondissement, conseiller municipal de Pont-Audemer Nommé conseiller départemental en 1943                                            |
|                 |                  |                                             |                          | |
| 1945            | 1951             | Emile Chevaleyrias                          | SFIO                     | Chirurgien-dentiste à Pont-Audemer |
| 1951            | 1953 (décès)     | Roger Maricot                               | Rad.                     | Médecin à Pont-Audemer, ancien conseiller général du canton de Quillebeuf-sur-Seine                                                                 |
| 11 octobre 1953 | 1958 (démission) | André Déchamps                              | PCF                      | Ajusteur à Pont-Audemer |
| 1958            | 1982             | Germain Swertvaegher                        | Rad. puis MRG            | Cultivateur Adjoint au maire de Pont-Audemer puis maire de Tourville-sur-Pont-Audemer                                                               |
| 1982            | 1994             | Jean-Pierre Mottin                          | UDF                      | Préparateur en pharmacie Maire de Pont-Audemer (1983-1985 et 1989-1995)                                                                             |
| 1994            | 2015             | Jean-Louis Destans                          | PS                       | Professeur de gestion, conseiller diplomatique Maire de Pont-Audemer (1995-2001) Président du Conseil général (2001-2015) Député entre 2012 et 2017 |

### Conseillers départementaux depuis 2015
| Période élective | Période élective | Mandat | Mandat   | Identité          | Nuance | Nuance | Qualité |
| ---------------- | ---------------- | ------ | -------- | ----------------- | ------ | ------ | --- |
| 2015             | 2021             | 2015   | 2021     | Francis Courel    |        | DVG    | Ancien conseiller général du canton de Montfort-sur-Risle (1979 → 2015) Maire de Saint-Philbert-sur-Risle (1989 → )                                                 |
| 2015             | 2021             | 2015   | 2021     | Marie-Claire Haki |        | PS     | Adjointe au maire de Pont-Audemer jusqu'en 2020, conseillère municipale (opposition) depuis 2020                                                                    |
| 2021             | 2028             | 2021   | en cours | Francis Courel    |        | DVG    | Maire de Saint-Philbert-sur-Risle (1989 → ) Président de la CC de Pont-Audemer / Val de Risle (2023 → )                                                             |
| 2021             | 2028             | 2021   | en cours | Florence Gautier  |        | DIV    | Adjointe au maire de Pont-Audemer (2020 → ) Vice-présidente de la CC de Pont-Audemer / Val de Risle (2023 → ) 9e vice-présidente du conseil départemental de l'Eure |

### Résultats détaillés

#### Élections de mars 2015
À l'issue du 1er tour des élections départementales de 2015, trois binômes sont en ballottage : Francis Courel et Marie-Claire Haki (Union de la Gauche, 41,3 %), Isabelle Duong et Christophe Joille (Union de la Droite, 29,75 %) et Timothée Houssin et Alexandra Piel (FN, 28,95 %). Le taux de participation est de 52,39 % (10 588 votants sur 20 210 inscrits) contre 50,53 % au niveau départemental et 50,17 % au niveau national.
Au second tour, Francis Courel et Marie-Claire Haki (Union de la Gauche) sont élus avec 41,57 % des suffrages exprimés et un taux de participation de 52,39 % (4 253 voix pour 10 589 votants et 20 210 inscrits).

#### Élections de juin 2021
Le premier tour des élections départementales de 2021 est marqué par un très faible taux de participation (33,26 % au niveau national). Dans le canton de Pont-Audemer, ce taux de participation est de 32,39 % (6 691 votants sur 20 656 inscrits) contre 33,02 % au niveau départemental. À l'issue de ce premier tour, deux binômes sont en ballottage : Francis Courel et Florence Gautier (DVG, 55,64 %) et Audrey Hanoy et Aurélien Ligny (RN, 27,59 %).
Le second tour des élections est marqué une nouvelle fois par une abstention massive équivalente au premier tour. Les taux de participation sont de 34,3 % au niveau national, 32,76 % dans le département et 32,47 % dans le canton de Pont-Audemer. Francis Courel et Florence Gautier (DVG) sont élus avec 71,68 % des suffrages exprimés (4 524 voix pour 6 706 votants et 20 656 inscrits),,.

## Composition

### Composition avant 2015
Le canton de Pont-Audemer regroupait quatorze communes.
| Nom                        | Code Insee | Codepostal | Superficie (km2) | Population (dernière pop. légale) | Densité (hab./km2) |
| -------------------------- | ---------- | ---------- | ---------------- | --------------------------------- | ------------------ |
| Pont-Audemer (chef-lieu)   | 27467      | 27500      | 9,35             | 9 011 (2012)                      | 964                |
| Campigny                   | 27126      | 27500      | 10,74            | 1 086 (2012)                      | 101                |
| Colletot                   | 27163      | 27500      | 4,32             | 186 (2012)                        | 43                 |
| Corneville-sur-Risle       | 27174      | 27500      | 13,23            | 1 289 (2012)                      | 97                 |
| Fourmetot                  | 27263      | 27500      | 10,02            | 623 (2012)                        | 62                 |
| Manneville-sur-Risle       | 27385      | 27500      | 9,32             | 1 498 (2012)                      | 161                |
| Les Préaux                 | 27476      | 27500      | 5,96             | 430 (2012)                        | 72                 |
| Saint-Germain-Village      | 27549      | 27500      | 5,31             | 1 649 (2012)                      | 311                |
| Saint-Mards-de-Blacarville | 27563      | 27500      | 8,78             | 780 (2012)                        | 89                 |
| Saint-Symphorien           | 27606      | 27500      | 3,78             | 429 (2012)                        | 113                |
| Selles                     | 27620      | 27500      | 10,09            | 451 (2012)                        | 45                 |
| Tourville-sur-Pont-Audemer | 27655      | 27500      | 10,80            | 739 (2012)                        | 68                 |
| Toutainville               | 27656      | 27500      | 11,85            | 1 295 (2012)                      | 109                |
| Triqueville                | 27662      | 27500      | 9,48             | 341 (2012)                        | 36                 |

### Composition à partir de 2015
Le nouveau canton de Pont-Audemer comprenait vingt-huit communes entières à sa création. À la suite de la création des communes nouvelles de Thénouville le 1er janvier 2017 et Le Perrey le 1er janvier 2019 ainsi qu'au décret du 5 mars 2020 rattachant entièrement les communes nouvelles de Thénouville au canton de Grand Bourgtheroulde et du Perrey au canton de Pont-Audemer, le nombre de communes passe de 28 à 26.
| Nom                                  | Code Insee | Intercommunalité                  | Superficie (km2) | Population (dernière pop. légale) | Densité (hab./km2) | Modifier                                    |
| ------------------------------------ | ---------- | --------------------------------- | ---------------- | --------------------------------- | ------------------ | ------------------------------------------- |
| Pont-Audemer (bureau centralisateur) | 27467      | CC de Pont-Audemer / Val de Risle | 14,66            | 9 950 (2022)                      | 679                | modifier les données · modifier les données |
| Appeville-Annebault                  | 27018      | CC de Pont-Audemer / Val de Risle | 13,35            | 996 (2022)                        | 75                 | modifier les données · modifier les données |
| Authou                               | 27028      | CC de Pont-Audemer / Val de Risle | 2,96             | 333 (2022)                        | 113                | modifier les données · modifier les données |
| Bonneville-Aptot                     | 27083      | CC de Pont-Audemer / Val de Risle | 7,47             | 261 (2022)                        | 35                 | modifier les données · modifier les données |
| Brestot                              | 27110      | CC de Pont-Audemer / Val de Risle | 8,73             | 636 (2022)                        | 73                 | modifier les données · modifier les données |
| Campigny                             | 27126      | CC de Pont-Audemer / Val de Risle | 10,74            | 1 097 (2022)                      | 102                | modifier les données · modifier les données |
| Colletot                             | 27163      | CC de Pont-Audemer / Val de Risle | 4,32             | 179 (2022)                        | 41                 | modifier les données · modifier les données |
| Condé-sur-Risle                      | 27167      | CC de Pont-Audemer / Val de Risle | 9,87             | 656 (2022)                        | 66                 | modifier les données · modifier les données |
| Corneville-sur-Risle                 | 27174      | CC de Pont-Audemer / Val de Risle | 13,23            | 1 371 (2022)                      | 104                | modifier les données · modifier les données |
| Écaquelon                            | 27209      | CC de Pont-Audemer / Val de Risle | 13,04            | 608 (2022)                        | 47                 | modifier les données · modifier les données |
| Freneuse-sur-Risle                   | 27267      | CC de Pont-Audemer / Val de Risle | 8,13             | 336 (2022)                        | 41                 | modifier les données · modifier les données |
| Glos-sur-Risle                       | 27288      | CC de Pont-Audemer / Val de Risle | 7,33             | 598 (2022)                        | 82                 | modifier les données · modifier les données |
| Illeville-sur-Montfort               | 27349      | CC de Pont-Audemer / Val de Risle | 14,95            | 857 (2022)                        | 57                 | modifier les données · modifier les données |
| Manneville-sur-Risle                 | 27385      | CC de Pont-Audemer / Val de Risle | 9,32             | 1 436 (2022)                      | 154                | modifier les données · modifier les données |
| Montfort-sur-Risle                   | 27413      | CC de Pont-Audemer / Val de Risle | 3,94             | 778 (2022)                        | 197                | modifier les données · modifier les données |
| Le Perrey                            | 27263      | CC de Pont-Audemer / Val de Risle | 21,40            | 1 221 (2022)                      | 57                 | modifier les données · modifier les données |
| Pont-Authou                          | 27468      | CC de Pont-Audemer / Val de Risle | 3,52             | 580 (2022)                        | 165                | modifier les données · modifier les données |
| Les Préaux                           | 27476      | CC de Pont-Audemer / Val de Risle | 5,96             | 396 (2022)                        | 66                 | modifier les données · modifier les données |
| Saint-Mards-de-Blacarville           | 27563      | CC de Pont-Audemer / Val de Risle | 8,78             | 856 (2022)                        | 97                 | modifier les données · modifier les données |
| Saint-Philbert-sur-Risle             | 27587      | CC de Pont-Audemer / Val de Risle | 13,15            | 824 (2022)                        | 63                 | modifier les données · modifier les données |
| Saint-Symphorien                     | 27606      | CC de Pont-Audemer / Val de Risle | 3,78             | 470 (2022)                        | 124                | modifier les données · modifier les données |
| Selles                               | 27620      | CC de Pont-Audemer / Val de Risle | 10,09            | 476 (2022)                        | 47                 | modifier les données · modifier les données |
| Thierville                           | 27631      | CC de Pont-Audemer / Val de Risle | 3,60             | 368 (2022)                        | 102                | modifier les données · modifier les données |
| Tourville-sur-Pont-Audemer           | 27655      | CC de Pont-Audemer / Val de Risle | 10,80            | 722 (2022)                        | 67                 | modifier les données · modifier les données |
| Toutainville                         | 27656      | CC de Pont-Audemer / Val de Risle | 11,85            | 1 280 (2022)                      | 108                | modifier les données · modifier les données |
| Triqueville                          | 27662      | CC de Pont-Audemer / Val de Risle | 9,48             | 349 (2022)                        | 37                 | modifier les données · modifier les données |
| Canton de Pont-Audemer               | 2717       |                                   | 244,45           | 27 634 (2022)                     | 113                | modifier les données                        |

## Démographie

### Démographie avant 2015
| 1962   | 1968   | 1975   | 1982   | 1990   | 1999   | 2006   | 2011   | 2012   |
| ------ | ------ | ------ | ------ | ------ | ------ | ------ | ------ | ------ |
| 15 354 | 15 884 | 17 116 | 17 665 | 17 698 | 17 911 | 18 382 | 19 571 | 19 807 |

### Démographie depuis 2015
En 2022, le canton comptait 27 634 habitants, en évolution de −0,97 % par rapport à 2016 (Eure : −0,25 %, France hors Mayotte : +2,11 %).
| 2013   | 2018   | 2022   |
| ------ | ------ | ------ |
| 27 757 | 27 614 | 27 634 |